# Maria Puteolana
Maria Puteolana (fl. XIV secolo) è una figura semileggendaria della storia di Pozzuoli.

## Biografia
L'unico riferimento a questa figura è fornito da Francesco Petrarca che nel 1341 con il re Roberto d'Angiò avrebbe visitato Pozzuoli allo scopo di incontrare la «famosissima virago Maria, detta poi Maria Puteolana»..
Secondo la tradizione Maria Puteolana era una coraggiosa guerriera vissuta a Pozzuoli nel XIV secolo, quando la città era dominata dagli Angioini ed era costretta a difendersi dagli Aragonesi e dai pirati. Pare che Maria Puteolana perse la vita per difendere Pozzuoli da un attacco dei pirati anche se non visono fonti storiche che lo confermino. Giovanni Sabadino degli Arienti nella sua opera "Gynevera de le clare donne" farà riferimento alla notizia della sua morte in battaglia, a seguito di una ferita al finaco, ma senza mai fare riferimento ai pirati. Al contrario precisa che alcuni affermano che sia morta di morte naturale.
È descritta come una donna di morigerati costumi, astemia e sobria nel cibo e nelle parole.
Maria Puteolana venne in seguito anche chiamata Maria la pazza. 

## Omaggi
Oggi una strada di Pozzuoli è intitolata alla sua figura.
Alla figura di Maria Puteolana sono state dedicate anche alcune opere letterarie tra le quali un testo teatrale realizzato da Maria Panetty in Petrarca (1914-1993), un pamphlet realizzato da Veronica Grossi "Non Tele Ma Archi: Maria Puteolana" (2024) ed un romanzo storico "Maria Puteolana. Storia Illustrata della Giovanna D'Arco Flegrea" di Valentino Russo con tavole illustrate dagli alunni del Liceo Artistico "Ettore Majorana" di Pozzuoli (2024).